# Lavaltrie
Lavaltrie est une ville du Québec (Canada), située dans la municipalité régionale de comté de D'Autray, dans la région administrative de Lanaudière. Lavaltrie est la ville la plus peuplée de la MRC de D'Autray. Le recensement de 2011 y dénombre 13 267 habitants.

## Histoire

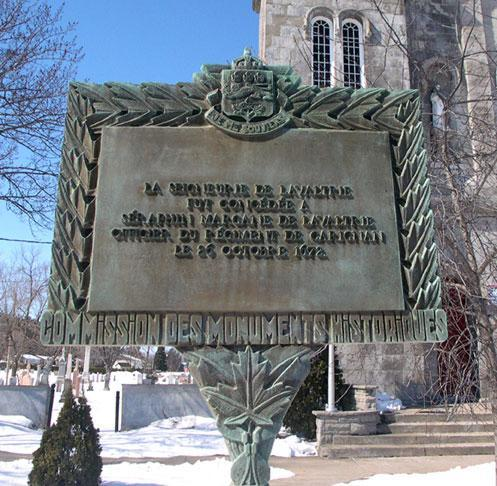
Plaque commémorative en mémoire de Séraphin Margane de Lavaltrie.

Jean Talon concède la seigneurie de Lavaltrie à Séraphin Margane (1643-1699), sieur de Lavaltrie et lieutenant du régiment de Carignan-Salières, en 1672,, et capitaine de la milice canadienne lors de la défense victorieuse de Québec en 1690 ,.
Le premier maire de Lavaltrie après l'abolition du régime seigneurial fut Jean-Baptiste Hétu. La municipalité se nomme alors Saint-Antoine-de-Lavaltrie
En 1927, la ville se divise en deux territoires distincts (paroisse et village). Le 16 mai 2001, la paroisse et le village ont fusionné pour former la Ville de Lavaltrie.
La ville de Lavaltrie compte quatre écoles primaires et une école secondaire. Un service de transport en commun est aussi instauré.
Selon le livre d'Honoré Beaugrand, la légende de la chasse-galerie se déroule à Lavaltrie.

## Géographie
Lavaltrie se situe sur les bords du fleuve Saint-Laurent, à l'est de Saint-Sulpice et à 20 km au sud de Joliette.
La route 138 qui longe le fleuve traverse la ville, la route 131 la relie à Joliette. L'autoroute 40, parallèle au fleuve, la relie à Montréal et Québec.
La rivière Saint-Jean traverse le sud de la municipalité du nord-est au sud-ouest jusqu'à sa confluence avec le fleuve Saint-Laurent.
À partir de son crénon la rivière Saint-Antoine coule vers le nord-est.
Le ruisseau du Point du Jour, qui coule vers le sud-ouest, traverse la municipalité du nord-est au nord-ouest. 

## Démographie
| 1996  | 2001   | 2006   | 2011   | 2016   | 2021   |
| ----- | ------ | ------ | ------ | ------ | ------ |
| 5 821 | 11 163 | 12 120 | 13 267 | 13 657 | 14 425 |

## Administration
Les élections municipales se font en bloc et suivant un découpage de six districts.
| Lavaltrie Maires depuis 2001                                                                                         |                    |         |          |
| Élection | Maire              | Qualité | Résultat |
| 2001 | Sylvie Thouin      |         | Voir     |
| 2005 | Norman Blackburn   |         | Voir     |
| 2009 | Jean-Claude Gravel |         | Voir     |
| 2013 | Jean-Claude Gravel | Voir    |          |
| 2017 | Christian Goulet   |         | Voir     |
| 2021 | Christian Goulet   | Voir    |          |
| Élection partielle en italique Depuis 2005, les élections sont simultanées dans toutes les municipalités québécoises |                    |         |          |

## Éducation
La Commission scolaire des Samares administre les écoles francophones:
- École primaire de la Source[10]
- École primaire des Eaux-Vives[11]
- École primaire Jean-Chrysostôme-Chaussé[12]
- École primaire des Amis-Soleils[13]
- École Secondaire de la Rive

La Commission scolaire Sir Wilfrid Laurier administre les écoles anglophones:
- École primaire Joliette à Saint-Charles-Borromée[14]
- École secondaire Joliette à Joliette[15]

## Culture
Lieux culturels:
- Café culturel de la Chasse Galerie : salle de spectacle située dans l'ancienne église Saint-Antoine de Lavaltrie[16].
- Maison des contes et légendes : Maison de style néo-victorien autrefois connue sous l'appellation Villa des érables. Elle abrite aujourd'hui un musée et la bibliothèque de généalogie Pierre-Kemp[17]. La Ville de Lavaltrie a d'ailleurs reçu une mention spéciale dans la catégorie « Sauvegarde » des Prix Action patrimoine pour la restauration de la maison des contes et légendes le 19 octobre 2023[18].
- Maison Rosalie-Cadron : Maison d'enfance de Rosalie Cadron-Jetté transformée en musée saisonnier depuis 2006[19].

## Préfixes téléphoniques
Les préfixes locaux des numéros de téléphone de Lavaltrie sont le 450 et le 579.

## Personnalités
- Séraphin Margane de Lavaltrie
- Victor Bourgeau
- Rosalie Cadron-Jetté
- Stephen Pon